# Lecanographaceae
Lecanographaceae Ertz, Tehler, G. Thor & Frisch – rodzina grzybów z rzędu plamicowców (Arthoniales).

## Systematyka
Pozycja w klasyfikacji według Index Fungorum: Lecanographaceae, Arthoniales, Arthoniomycetidae, Arthoniomycetes, Pezizomycotina, Ascomycota, Fungi.
Rodzinę tę do taksonomii grzybów wprowadził François Fulgis Chevallier w 1826 r. Wśród występujących w Polsce należą do niej rodzaje:
- Alyxoria Ach. ex Gray 1821
- Enterographa Fée 1825 – rysek
- Heterocyphelium Vain. 1927
- Lecanographa Egea & Torrente 1994 – kiczorka
- Plectocarpon Fée 1825 – plektokarpon
- Zwackhia Körb. 1855[2].

Nazwy polskie według W. Fałtynowicza.